# Pineville (Kentucky)
Pineville és una població dels Estats Units a l'estat de Kentucky. Segons el cens del 2000 tenia 2.093 habitants.

## Demografia
Segons el cens del 2000, Pineville tenia 2.093 habitants, 871 habitatges, i 518 famílies. La densitat de població era de 561,2 habitants/km².
Dels 871 habitatges en un 27,6% hi vivien nens de menys de 18 anys, en un 34,6% hi vivien parelles casades, en un 20,8% dones solteres, i en un 40,5% no eren unitats familiars. En el 38,6% dels habitatges hi vivien persones soles el 20,1% de les quals corresponia a persones de 65 anys o més que vivien soles. El nombre mitjà de persones vivint en cada habitatge era de 2,17 i el nombre mitjà de persones que vivien en cada família era de 2,9.
Per edats la població es repartia de la següent manera: un 22,5% tenia menys de 18 anys, un 8,6% entre 18 i 24, un 24,2% entre 25 i 44, un 24,9% de 45 a 60 i un 19,8% 65 anys o més.
L'edat mediana era de 40 anys. Per cada 100 dones de 18 o més anys hi havia 76,1 homes.
La renda mediana per habitatge era de 12.435 $ i la renda mediana per família de 20.625 $. Els homes tenien una renda mediana de 24.125 $ mentre que les dones 23.229 $. La renda per capita de la població era de 12.692 $. Entorn del 37,1% de les famílies i el 44,2% de la població estaven per davall del llindar de pobresa.

## Poblacions més properes
El següent diagrama mostra les poblacions més properes.